# 深圳6·13特大暴雨

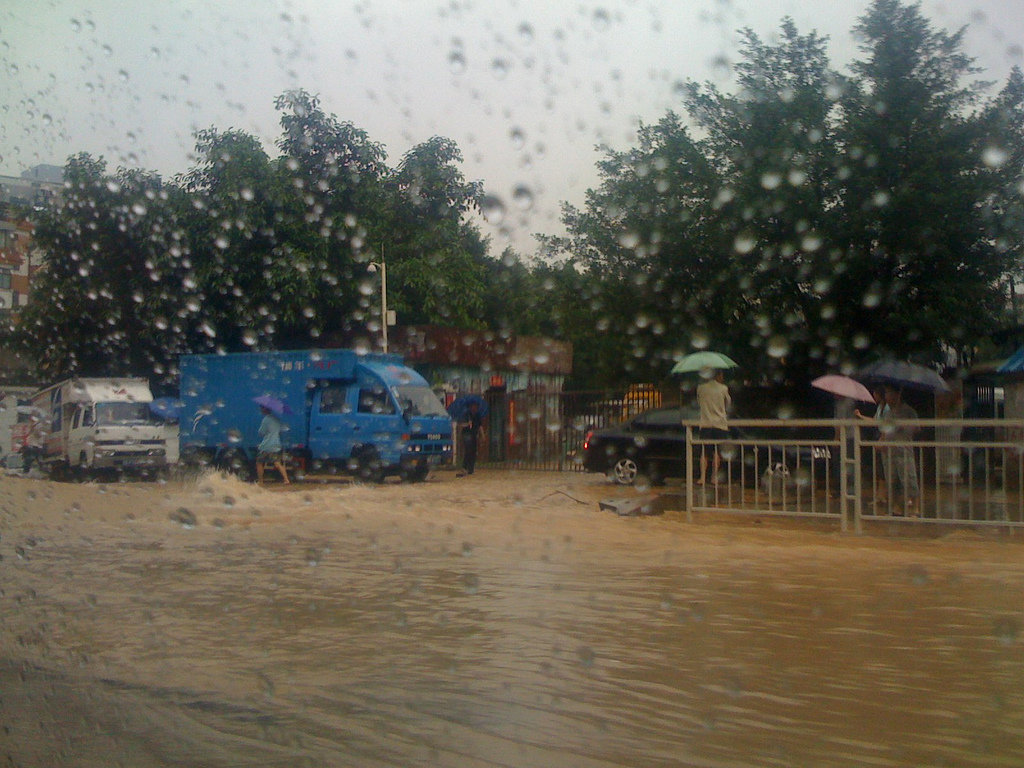
深圳市的街道在过程中出现嚴重水浸

深圳6·13特大暴雨是指2008年6月12日至6月13日中华人民共和国廣東省深圳市遭遇的罕見极端暴雨过程。。其降雨强度超過了50年一遇，南方都市报的报导更认为其重现期大于500年一遇。
此次暴雨導致深圳多處嚴重水浸，交通受不同程度的影響。受其影响，深圳市有6人死亡，十多萬人被安全轉移。深圳市全市中小學、幼兒園亦於13日下午停課半天。

## 暴雨
南方都市报报导称，2008年6月12日至6月13日，深圳市累计降水量超过502毫米。其中，深圳市全市自动站24小时最大雨量点出现在宝安区石岩街道的石岩水库站，为625毫米。此次暴雨过程的重现期大于500年一遇。
寶安和龍崗共有33个测站出现特大暴雨。寶安累計降雨量已超過500毫米，其中石岩、石岩水庫、黃麻布水庫累計降雨量超過了400毫米。
罗湖区、福田区降雨量平均在200毫米以上；龙岗区北部降雨量普遍在250毫米以上；南山区、盐田区降雨量在100毫米以上。

## 氣象預警
- 6月13日
  - 00时10分，深圳市气象台在全市陆地、东部海区和西部海区发布暴雨黄色预警信号。预计受雷雨云团的影响，深圳市将先后出现暴雨降水。
  - 00时30分，深圳市气象台在全市陆地、东部海区和西部海区发布雷电预警信号。预计雷暴云团将影响深圳市。
  - 08时40分，深圳市气象台在全市陆地、东部海区和西部海区发布暴雨橙色预警信号。预计降雨将进一步加大。
  - 09时05分，深圳市气象台在宝安区发布暴雨红色预警信号。预计宝安区强降雨将继续加大。
  - 13时00分，深圳市气象台在全市陆地、东部海区和西部海区发布暴雨红色预警信号和地質災害4級預警。预计强降水还将持续。

- 6月14日
  - 00时10分，深圳市气象台在全市陆地、东部海区和西部海区将暴雨红色预警信号降级为暴雨橙色预警信号。强降雨云系已先后减弱。
  - 05时05分，深圳市气象台在全市陆地、东部海区和西部海区将暴雨橙色预警信号降级为暴雨黄色预警信号。强降水云团进一步减弱。
  - 12时40分，深圳市气象台在全市陆地、东部海区和西部海区取消暴雨黄色预警信号和雷电预警信号。强降雨云系已经先后移出深圳市。

本次發佈的暴雨紅色預警信號為2008年首個，更持續生效了11小時10分鐘。若計入在寶安區在6月13日09时05分發佈的暴雨紅色預警信號，則為15小時05分鐘。
13日凌晨到18時，深圳市气象台共發送決策服務短信8次，服務人群6千餘人次；公眾服務短信11次，共計六百萬條；12121天氣預報查詢電話撥打量達到了2萬人次。

## 市面影響
深圳全市共出现多达1000处以上不同程度内涝。宝安区、光明新区、南山前海片区、蛇口片区出现大面积水浸。宝安有23间房屋倒塌，65处山体滑坡，大范围出现小区、工厂水浸，近万家企业停业。
由于铁岗水库泄洪致使宝安西乡街道不同程度的水浸，现已转移5万余人；光明新区公明街道10余个工厂被淹，水深达1.5米，受灾的1000多人已安全转移；宝安区西乡街道1厂房水淹3米，被困约300人已全被转移；光明新区受灾社区达28个，受灾人口达32万，主动转移人数32100人，受水浸面积达70平方公里，房屋倒塌41间，各避险中心安置人员4750人。
罗湖区金湖山庄边坡出现塌方，留医部东门北路地铁施工工地出现地基下陷，均已得到处理；南山南头街道、南山街道、粤海街道、招商街道、桃源街道等出现30－100厘米不等的积水，倒塌瓦房7间，山体滑坡3处，南山区出动抢险人员2500多人（武警官兵120多人），转移群众2680人；13日21时，长岭陂水库至西丽水库的输水明渠约15米发生坍塌，100名武警官兵和100多名抢险人员及时开展了现场抢险，目前坍塌的输水明渠已修复。

## 交通影响

### 鐵路
自13日14時，深圳站發往廣州站、東莞站、石龍站、樟木頭站等地的火車已無法輸送旅客，因此在各車站的候車室內滯留了不少旅客。15時18分，廣深鐵路售票廳內全部窗口改為“臨時退票窗”。16時，10個售票窗口恢復廣深線正常售票。

### 民航
自13日17時，深圳宝安国际机场已有近130個離港航班延誤，13個離港航班被迫取消，18個抵深航班則改降在廣州、福州、汕頭、桂林等地。
為了應付降雨對機場造成的影響，深圳機場在13日8時30分緊急啟動了“三防應急預案”和“不正常航班保障預案”。13日下午，深圳機場（寶安區）降雨強度有所減弱，延誤航班陸續起飛。

### 公路
13日，暴雨導致廣深高速和莞深高速等高速公路一度被迫關閉，積水最深處更達到0.7米。其中廣深高速在電子屏幕上打出：一些路段積水。其中新橋鶴州段因積水，正常時行駛幾分鐘的路程卻需大概半小時。
13日下午開始，107國道寶安段、松白路段等地方積水嚴重，車輛寸步難行。部分路段積水達半米。205國道方面，龍崗段積水最深處達1米。
核龍線沙灣路段、石葵線、沙徑線盤山公路、布樓線、雪龍線和西寶線等道路出現不同程度塌方。
關內外交通要道沙湾路在13日发生山体滑坡，雙向行車完全中斷。

## 停課
深圳市大部分中小學、幼兒園在深圳市氣象台發佈暴雨紅色預警信號之後，陸續於13日13時之後停課。但仍有部分學校不理會預警內容，繼續上課。學生指責學校的做法。然而，大部分学校在发布预警后匆忙让学生回家，此举与预警信号设计中“学校和托幼机构应指派专人负责保护到校的学生和入园（托）的儿童”相违背，并可能使学生陷入危险。

## 泄洪
自12日20时至14日12时，深圳市主要供水水庫水庫共增加蓄水量約5500萬立方米。其中西麗水庫、石岩水庫、鐵崗水庫和三洲田水庫最先超過防限水位，開閘泄洪。而該4水庫是至目前為止仍在泄洪的水庫。
深圳水庫於13日19時30分開始泄洪，泄洪量達30－60立方米／秒。自14日午，深圳水库总泄洪量506万立方米；11时20分，水位已降到防限水位以下，已关闸停止泄洪。
進行了泄洪的水庫：
- 深圳水库
- 三洲田水库
- 铁岗水库
- 石岩水库
- 西丽水库
- 公明莲塘水库
- 横岗水库
- 大凼水库
- 石头湖水库
- 罗村水库
- 畔坑水库
- 长流陂水库
- 民治水库
- 屋山水库
- 大水坑水库
- 正坑水库
- 骆马岭水库
- 叠翠湖水库
- 田祖上水库
- 和尚径水库
- 石豹水库
- 企炉坑水库
- 雅宝水库
- 南坑水库

## 伤亡
此次暴雨造成6人死亡、1人失蹤，其中4人因擋土牆坍塌死亡，因觸電死亡2人，1人受傷。

## 外部連結
- 深圳市氣象台
- 深圳新聞網 （页面存档备份，存于）